# أبطال ليوكو المتطورون (مسلسل)
أبطال ليوكو المتطورون أو أبطال ليوكو المتطورين (بالفرنسية: Code Lyoko Évolution:كود ليوكو المتطور:شفرة ليوكو المتطورة) هو مسلسل تلفزيوني فرنسي المراهقين واليافعين من تأليف توماس روماين وتانيا بالمبو. يتمحور المسلسل على مجموعة من خمسة مراهقين ينتقلون إلى عالم ليوكو الافتراضي ليحاربوا برنامج ذكاء اصطناعي شرير اسمه زانا (بالفرنسية: X.A.N.A) الذي يشكل خطرًا على الأرض. المسلسل يحوي رسوم ثنائية الأبعاد على الأرض وصور منشأة بالحاسوب على ليوكو. عُرض في الوطن العربي على قناة سبيس باور التابعة لشبكة إم بي سي. المسلسل نسخة من مسلسل الرسوم المتحركة أبطال ليوكو لكنّه من نوعِ الحركة الحية، حيثُ عاد المسلسل بموسم خامس بأحداث واقعية، وهو الذي بدأ في وقت متأخر من عام 2012، مبدلًا الرسوم ثنائية الأبعاد بأحداث واقعية على الأرض مع بقاء الرسوم ثلاثية الأبعاد على ليوكو. تركز السلسلة على مجموعة من المراهقين الذين يسافرون إلى عالم ليوكو الافتراضي لمحاربة أحد الأورام الخبيثة المعروف باسم زانا أو كزانا الذي يهدد الأرض مرة أخرى بقدراته غير العادية للوصول إلى العالم الحقيقي ويسبب مشاكل من خلال تنشيط واحد من عشرة أبراج في كل منطقة من مناطق ليوكو الخمس، باستثناء مناطق الغابات والجليد. تستخدم المشاهد في العالم الحقيقي الرسوم المتحركة التقليدية المرسومة باليد، بينما يتم عرض المشاهد على ليوكو وكورتيكس بتنسيق الصور المنشأة بالحاسوب. عُرض لأول مرة في 5 كانون الثاني/يناير 2013 على فرنسا 2، وفي 30 تشرين الثاني/نوفمبر 2013 على إم 6. يمزجُ المسلسل بين العمل الحي مع الصور المنشأة بواسطةِ الحاسوب, وقد بدأ تصويره من حيث توقفت السلسلة الأصلية. بالإضافة إلى تحسين الصور المنشأة بواسطةِ الحاسوب في المسلسل الأصلي، حُسِّنَت الموسيقى التصويرية أيضًا.
دُبلجت السلسلة إلى اللغة العربية الفصحى وعرض على قناة إم بي سي أكشن.

## قصة المسلسل
جيريمي بيلبوا مراهق ذكي يرتاد مدرسة كاديك الخيالية، في يوم ما يكتشف حاسوب فائق في مصنع مهجور قريب من مدرسته، وعند تشغيله يكتشف عالمًا افتراضيًا تنام فيه أيليتا، فتاة صغيرة عالقة في ليوكو، وبعد أحداث غير اعتيادية في المدرسة يكتشف جيريمي زانا وهي نظام متعدد الوكلاء حاقد وذكاء اصطناعي يعمل على الحاسوب وهدفه السيطرة على العالم، ويصبح هدف جيريمي تحرير أيليتا وإيقاف زانا، بمساعدة أصدقائه وزملائه في المدرسة، أود وأولرك ويومي وأيليتا، يذهبون إلى ليوكو أملين إنقاذ العالم.
على الرغم من نجاح جيريمي وأصدقائه في إلحاق الهزيمة به من قبل، فإن زانا تظهر فجأة مرة أخرى بقوة أكبر من أي وقت مضى. أعاد أبطال اللعبة تنشيط الكمبيوتر الكمي العملاق لفرانز هوبر، والذي يدير العالم الافتراضي ليوكو، واستأنفوا حياتهم المزدوجة السابقة من أجل حماية البشرية من تهديد زانا، مرة اخرى. انضمَّ ويليام دنبار الذي تم قبوله أخيرًا باعتباره سادس ليوكو واريور وفتاة عبقرية غير موثوقة تدعى لورا غوتييه، والأبطال السبعة عازمون على كشف أسباب هذه العودة وإبادة زانا الذي يهدد البشرية مرة أخرى.
زانا غير قادرة حاليًا على الاستيلاء على الشبكة نظرًا لأنها تفتقد بعض "رموز المصدر" الأساسية الخاصة بها، والتي حقنتها في ليوكو واريورز، باستثناء ويليام، أثناء المحاكاة الافتراضية النهائية في السلسلة الأصلية، وتحاول الآن سرقتها مرة أخرى من خلال أطيافها متعددة الأشكال. يشرح جيريمي أنه إذا كان زانا. يستعيد جميع رموزه، وسيستولي على الإنترنت مرة أخرى ولن يوقفه شيء. ومع ذلك، فإن إحدى مزايا امتلاك الرموز هي أنه يمكن للناقل إلغاء تنشيط الأبراج على ليوكو تحت سيطرة زانا، مما يجعل الجميع باستثناء ويليام قادرًا على القيام بذلك، بدلاً من أيليتا فقط. بمساعدة لورا، يعمل جيريمي على كتابة فيروس قادر على القضاء على زانا. للخير هذه المرة.
بالإضافة إلى زانا، اكتشفت العصابة في النهاية أن لديهم عدوًا خطيرًا آخر، وهو سويسري عالم مجنون يُدعى البروفيسور لويل تايرون، والذي يبدو أنه المسؤول عن إعادة تنشيط زانا عن غير قصد.. يدعي أنه ليس لديه معرفة بـ زانا، على الرغم من مستوى نشاطه العالي في نظام Cortex، الذي هو ريبليكا (عالم افتراضي تم إنشاؤه) والذي هو ريبليكا. يقود مجموعة من العديد من الشخصيات البشرية الافتراضية بأزياء تشبه النينجا مخططة باللونين الأخضر والأسود لمواجهة جهود ليوكو واريورز لاختراق نظامه. في مختبر البروفيسور تايرون، تكتشف المجموعة أيضًا أنثيا والدة أيليتا المفقودة منذ زمن طويل. إنهم يسعون إلى اكتشاف سبب وجودها مع عدوهم الجديد وكيفية لم شمل أنثيا وابنتها.
في خاتمة نهاية مشوقة، تم الكشف عن زواج البروفيسور تيرون من أنثيا منذ أربع سنوات، مما جعله زوج أم أليتا. تحاول تايرون إجبار أيليتا على إخبار صديقاتها بإجهاض خطتهم لتدمير Cortex والمجيء معه، لأنه يتمتع بحضانة قانونية عليها، أو المخاطرة بعدم رؤية والدتها مرة أخرى. اختارت أيليتا في النهاية التخلي عن والدتها والمضي قدمًا في خطتها الأصلية، وأمر تايرون مرؤوسيه بإغلاق جهاز الكمبيوتر العملاق الخاص به بينما لا يزال ليوكو واريورز في الداخل. إنهم بالكاد يهربون، بعد أن قاموا للتو بحقن فيروس جيريمي في قلب اللحاء، مما يعني أن زانا. سيتم تدميره عند إعادة تشغيل كمبيوتر تايرون العملاق، ما لم يكن زانا. كان قادرًا على دعم نفسه، أو كان تايرون قادرًا على إصلاح جهاز الكمبيوتر العملاق الخاص به، وبالتالي، زانا. جنبا إلى جنب معها؛ لا تؤكد أبدًا ما إذا كانت شركة زانا. تم تدميره بالكامل مرة أخرى ولا هويات النينجا ولم الشمل الذي طال انتظاره بين أيليتا وأنثيا.
أبطال ليوكو يعودون من جديد، حيث يدرسون في أكاديمية "كاديك"، ويخوضون صراعًا مثيرًا ضد عدوهم اللدود "زانا"، النظام الاصطناعي الذي يسعى لتخريب العالم والسيطرة عليه. يشكل مجموعة أبطال فريق "أبطال ليوكو المتطورون"، ويعيش كل واحد منهم حياة مزدوجة، فهو من ناحية شخص طبيعي، ومن ناحية أخرى بطل ليوكو المتمتع بقدرات خارقة. تتوحد قوى هؤلاء الأبطال لإفساد مخططات "زانا" الشريرة للسيطرة على العالم، ويقودهم في ذلك "جيريمي بلبوه" الذي اكتشف حاسوبًا خارقًا في مصنع مهجور قريب من مدرسته. ينطلق الأبطال إلى عالم "ليوكو" الافتراضي، على أمل إيقاف "زانا" وتحقيق الأمن والسلام للعالم؛ فهل ينجحون في تحقيق ذلك، وإلحاق الهزيمة بـ "زانا" ومن يسخرهم من أتباعه الأشرار؟
يقوم أبطالنا يومي وأولرك وأود وجيرمي وإيليتا بمواجهة الكمبيوتر الخارق مرة أخرى عندما يعود برنامج زانا للظهور من جديد.

## ليوكو
ليوكو هو العالم الافتراضي الموجود داخل الحاسوب الخارق. ويتكون من خمس مناطق أو قطاعات، كل واحد يمثل منظر طبيعي وبيئة مختلفة. أول أربعة تكون الغابة والصحراء، الثلج/القطبية/الجليد، والجبال، تشبه بشكل سطحي مختلف المناظر الطبيعية في العالم الحقيقي، والمناخ، والنظم الإيكولوجية. القطاع الخامس، قرطاجة، بمثابة المحور المركزي لليوكو، بل يحتوي على كافة بيانات ليوكو، وبيانات زانا أيضا. كما أنه يحتوي على جوهر / قلب ليوكو نفسه، الشفرة التي تحافظ وتدعم العالم الافتراضي ككل، ومراب للسفينة الافتراضية، السكد.القطاعات الأربعة الأولى مرتب بشكل أربع نقاط مؤدية إلى المركز، جول القطاع الخامس، الذي شكله مثل الكرة. يتم تدمير جميع القطاعات الخمسة في نهاية المطاف في نهاية الموسم الثالث، من خلال تدمير جوهر ليوكو في، بفعل زانا كي لا تشكل الخماسية تهديداله ولمخططاته الشريرة لحكم العالم الحقيقي.، تستعاد جميع القطاعات الخمسة في نهاية المطاف من قبل جيريمي وايليتاعن طريق برنامج ترميم اعطي لهم من قبل فرانز هوبر.

### البحر الرقمي
البحر الرقمي (أو الفراغ الرقمي) هو بحر سائل ومحيط يتواجد تحت كل قطاع من القطاعات الأربعة الرئيسية وهو كيفية تصوير برنامج ليوكو من دوس أو دوس كمي للحاسوب الخارق المكافئ. عندما يقع شيء في البحر الرقمي، عمود بيضاء من الضوء ينبعث منه، وهذا يمثل الحذف التي يتسبب به. ذلك هو المكان الأكثر خطورة في ليوكو بسبب الحذف الدائم، وايضا يتسبب بحبس ابدي في ليوكو. اثنان فقط من الناس قد سقطا فعلا في ذلك: يومي، التي أعيدت باستخدام برنامج تجسيد صنع بالاصل لايليتا، وايليتا التي أعيدت في نهاية المطاف من قبل والدها.زانا هدف إلى رمي ايليتا باستمرار في البحر الرقمي من أجل جذب فرانز هوبر إلى الخروج من مخبئه لكي يتمكن أن يدمره.

## الإنتاج
كان من المتوقع أن تبلغ ميزانية السلسلة 5.600.000 يورو.
جيروم موسكاديت، الذي عمل كمدير كود ليوكو، وصوفي ديكروازيت، الكاتبة الرئيسية للمواسم الثلاثة الأولى من العرض الأصلي، شاركا في وقت مبكر في التطور قبل المغادرة بسبب الاختلافات الإبداعية. كتب Decroisette على وجه التحديد الكتاب المقدس لـ Evolution وملخصات للحلقتين الأوليين مع Muscadet، لكنه غادر في النهاية بعد "رأيت أن الإنتاج يريد أن يكون على مستوى قصة معين لا يتفق مع أفكاري حول السلسلة."

## البث الدولي
تم دبلجة المسلسل إلى العربية وعُرض على قناة إم بي سي 4 ثم على إم بي سي أكشن. وبالدبلجة الفارسية على إم بي سي الفارسية.

## وصلات خارجية
- أبطال ليوكو المتطورون على موقع IMDb (الإنجليزية)
- أبطال ليوكو المتطورون على موقع قاعدة بيانات الأفلام العربية
- أبطال ليوكو المتطورون على موقع كينوبويسك (الروسية)
- أبطال ليوكو المتطورون على موقع ألو سيني (الفرنسية)
- أبطال ليوكو المتطورون على موقع قاعدة بيانات الفيلم (الإنجليزية)
- Code Lyoko Evolution  في قاعدة بيانات الأفلام على الإنترنت (بالإنجليزية)